# Kostel svatého Šimona a Judy (Hrabkov)
Kostel svatého Šimona a Judy je římskokatolický filiální kostel z 1. poloviny 14. století, který stojí v západní části obce Hrabkov v okrese Prešov na Slovensku. V roce 1993 byl  prohlášen kulturní památkou Slovenska (číslo ÚZPF: 10700/1). Kostel náleží pod katolickou farnost Křižovany, děkanátu Prešov-Západ, arcidiecéze košické.

## Historie
Kostel byl postaven v blízkosti augustiniánského kláštera v raně gotickém slohu a v roce 1716 byl barokně upravený, v roce 1843 rozšířený. Po zemětřesení v roce 1813 byl opraven a znovu rozšířen. Další úpravy byly provedeny v roce 1924, 1943 a koncem 20. století.

## Popis
Kostel je jednolodní orientovaná stavba na půdorysu obdélníku s rovným závěrem (obdélníkové kněžiště) s věží v západním průčelí. Jako stavební materiál byl použitý lomový kámen a nehašené vápno. Věž byla postavena z opracovaného kamene. Okna jsou ukončená lomeným obloukem. Původní barevné okenní výplně nahradilo bílé sklo. Střecha je sedlová dvojhřebenová, věž má prolomenou jehlanovou střechu.
V interiéru je valená klenba a vybavení z počátku 20. století. Ve věži se nachází zvon pravděpodobně z bývalého kláštera.
Kolem kostela stojí kamenná ohradní zeď.